# Antun Karlo Bakotić
Antun Karlo Bakotić (Kaštel Gomilica, 4. studenoga 1831. – Zadar, 13. siječnja 1887.), hrvatski fizičar i književnik 
Studirao je matematiku i fiziku u Beču i Veneciji. Radio je kao profesor u Rijeci, bio ravnatelj Velike gimnazije u Splitu te školski nadzornik. Među prvima u Hrvatskoj objavljivao je prirodo-znanstvene knjige, a 1862. priredio je za tisak knjigu "Pojavi iz prirode za pouku prostoga naroda" prema talijansakom djelu A. Cime. Pisao je stručno-popularne članke u časopisu "Književnik". Surađivao je s Bogoslavom Šulekom i izradi "Riječnika znanstvenog nazivlja". Objavio je knjigu "Vinarstvo". Jedan je od prvaka hrvatskog narodnog preporoda u južnoj Hrvatskoj, zaslužan za uvođenje hrvatskog jezika u školsku nastavu, a bio je i među pokretačima "Narodnog lista". Njegov roman iz bosanskog života s nacionalno-oslobodilačkom tamatikom "Raja" objavljen je fragmentarno u "Iskri" i "Hrvatskoj" te u cijelosti u "Domu i svijetu".